# Primera División (Uruguay) 1936
Die Saison 1936 der Primera División war die 33. Spielzeit (die 5. der professionellen Ära) der höchsten uruguayischen Spielklasse im Fußball der Männer, der Primera División.
Die Primera División bestand in der Meisterschaftssaison des Jahres 1936 aus zehn Vereinen, deren Mannschaften in den insgesamt 90 Meisterschaftsspielen jeweils zweimal aufeinandertrafen. Es fanden 18 Spieltage statt. Die Meisterschaft gewann Peñarol Montevideo als Tabellenerster vor den zweit- und drittplatzierten Vereinen Nacional Montevideo und Rampla Juniors. Ein Absteiger wurde in jener Saison nicht ermittelt. Torschützenkönig wurde mit 14 Treffern Aníbal Ciocca.

## Jahrestabelle
| Pl. | Verein                    | Sp. | S  | U | N  | Tore    | Diff. | Punkte |
| --- | ------------------------- | --- | -- | - | -- | ------- | ----- | ------ |
| 1.  | Peñarol Montevideo (M)    | 18  | 14 | 2 | 2  | 040:120 | +28   | 30     |
| 2.  | Nacional Montevideo       | 18  | 12 | 3 | 3  | 040:220 | +18   | 27     |
| 3.  | Rampla Juniors            | 18  | 10 | 3 | 5  | 034:260 | +8    | 23     |
| 4.  | River Plate               | 18  | 10 | 3 | 5  | 029:240 | +5    | 23     |
| 5.  | Montevideo Wanderers      | 18  | 8  | 3 | 7  | 032:270 | +5    | 19     |
| 6.  | Central                   | 18  | 6  | 3 | 9  | 024:300 | −6    | 15     |
| 7.  | Sud América               | 18  | 4  | 5 | 9  | 020:310 | −11   | 13     |
| 8.  | Bella Vista               | 18  | 5  | 2 | 11 | 026:360 | −10   | 12     |
| 9.  | Club Atlético Defensor    | 18  | 4  | 3 | 11 | 024:370 | −13   | 11     |
| 10. | Racing Club de Montevideo | 18  | 2  | 3 | 13 | 018:420 | −24   | 07     |

| (M) | Meister der vorangegangenen Saison |